# Filippo Mondelli
Filippo Mondelli (Como, 18 de junio de 1994-Cernobbio, 29 de abril de 2021) fue un deportista italiano que compitió en remo.
Ganó tres medallas en el Campeonato Mundial de Remo entre los años 2017 y 2019, y tres medallas en el Campeonato Europeo de Remo entre los años 2017 y 2019.
Falleció en 2021, a la edad de 26 años, debido a un osteosarcoma que padecía en la pierna izquierda.

## Palmarés internacional
| Campeonato Mundial | Campeonato Mundial        | Campeonato Mundial | Campeonato Mundial |
| Año                | Lugar                     | Medalla            | Prueba             |
| ------------------ | ------------------------- | ------------------ | ------------------ |
| 2017               | Sarasota (Estados Unidos) | Medalla de bronce  | Doble scull        |
| 2018               | Plovdiv (Bulgaria)        | Medalla de oro     | Cuatro scull       |
| 2019               | Ottensheim (Austria)      | Medalla de bronce  | Cuatro scull       |
| Campeonato Europeo |                           |                    |                    |
| Año                | Lugar                     | Medalla            | Prueba             |
| 2017               | Račice (República Checa)  | Medalla de oro     | Doble scull        |
| 2018               | Glasgow (Reino Unido)     | Medalla de oro     | Cuatro scull       |
| 2019               | Lucerna (Suiza)           | Medalla de plata   | Cuatro scull       |